# کارآگاه دروغ‌گو
 «کارآگاه دروغگو» (به انگلیسی: The Lying Detective) دومین قسمت از فصل چهارم مجموعهٔ تلویزیونی شرلوک است که در ۸ ژانویهٔ ۲۰۱۷ از شبکه بی‌بی‌سی وان پخش شد.
این قسمت، بعد از قسمت اول فصل چهارم یعنی شش تاچر و قبل از قسمت سوم فصل چهارم یعنی مسئله نهایی ساخته و پخش شده‌است.

## خلاصه
جان که پس از مرگ همسرش دچار مشکلات روحی شده و از شرلوک دوری می‌کند، روانشناس جدیدی را ملاقات می‌کند. شرلوک نیز به خاطر استفادهٔ بیش از حد از مواد دچار مشکلاتی شده و با موکل به نام فیث اسمیث آشنا می‌شود که از او می‌خواهد کشف کند پدرش سه سال پیش قصد کشتن چه کسی را داشته و آیا موفق به انجام قتل شده یا نه؟
دشمن اصلی شرلوک در این قسمت، فردی به ظاهر نیکوکار و خیر اما در واقع چندش‌آور و قاتل به نام کالورتون اسمیث است.
در این قسمت رابطه بین جان و شرلوک دوباره بهبود می‌یابد. همچنین در این قسمت با خواهر فراموش شده و فوق‌العاده باهوش شرلوک با نام یوروس نیز روبه‌رو می‌شویم.
این قسمت از مجموعه نظرات بسیار مثبتی دریافت کرد.